# Mi suegra es una fiera (película)
Mi suegra es una fiera es una película de Argentina en blanco y negro dirigida por Luis Bayón Herrera según guion de Julio F. Escobar basado en la obra de teatro Compartiment pour dames seules de Maurice Hennequin y Alberto Mitchel que se estrenó el 23 de febrero de 1939 y que tuvo como protagonistas a Olinda Bozán, Paquito Busto, Alita Román y Francisco Álvarez. La película tiene exteriores filmados en Mar del Plata y hay otras dos versiones en Argentina: Suegra último modelo (1953) y Mi mujer no es mi señora (1978).

## Sinopsis
Una mujer trata de hacer anular el matrimonio de su hija haciéndole creer al novio que él es el verdadero padre de su hija.

## Reparto
- Olinda Bozán... Doña Herminia
- Paquito Busto... Ezequiel Tranquera
- Alita Román... Nélida
- Francisco Álvarez... Moreira
- Sussy Derqui... Isabel de Sevilla / Josefa Pérez
- Héctor Calcaño... Carlos Leiva, abogado
- Dorita Ferreyro... Sofía, la mucama
- Carlos Rosingana
- Lucy Galián
- Lina Montes
- Dedé Contestábile
- J. Otegui
- Clarita Fable
- Nelly Nolby
- Lea Briand
- Esperanza Palomero
- Enrique René Cossa
- Nélida Bilbao
- Elisa Labardén

## Comentarios
Calki opinó en El Mundo a propósito de este filme que “Olinda Bozán …se destaca…deja la sensación de una gran actriz cómica” y la crónica de El Heraldo del Cinematografista decía que el filme “provoca la carcajada del espectador en numerosas oportunidades (aunque) por momentos decae el interés del film”.